# Sara López
Sara López (née le 24 avril 1995 à Pereira en Colombie) est une archère colombienne. Elle est plusieurs fois médaillée aux championnats du monde de tir à l'arc.

## Biographie
Sara López fait ses premières compétitions internationales en 2013. Cette même année, elle remporte les épreuves de tir à l'arc par équipe femme lors des championnats du monde.

## Palmarès
- Championnats du monde[2]
  -  Médaille d'or à l'épreuve par équipe femme aux championnats du monde 2013 à Belek (avec Aura Maria Bravo et Alejandra Usquiano).
  -  Médaille d'or à l'épreuve individuelle femme aux championnats du monde junior 2013 à Wuxi.
  -  Médaille d'or à l'épreuve par équipe mixte aux championnats du monde junior 2013 à Wuxi.
  -  Médaille d'argent à l'épreuve par équipe femme aux championnats du monde junior 2015 à Yankton.
  -  Médaille d'or à l'épreuve par équipe mixte aux championnats du monde junior 2015 à Yankton.
  -  Médaille de bronze à l'épreuve individuelle femme aux championnats du monde 2015 à Copenhague.
  -  Médaille d'or à l'épreuve par équipe femme aux championnats du monde 2017 à Mexico (avec Nora Valdez et Alejandra Usquiano).

- Coupe du monde[2]
  -  Médaille d'or à l'épreuve individuelle femme à la coupe du monde 2013 de Antalya.
  -  Médaille d'or à l'épreuve par équipe femme à la coupe du monde 2013 de Antalya.
  -  Médaille d'argent à l'épreuve par équipe femme à la coupe du monde 2013 de Medellín.
  -  Médaille d'argent à l'épreuve individuelle femme à la coupe du monde 2014 de Shanghai.
  -  Médaille d'argent à l'épreuve par équipe femme à la coupe du monde 2014 de Medellín.
  -  Médaille d'argent à l'épreuve par équipe mixte à la coupe du monde 2014 de Antalya.
  -  Médaille de bronze à l'épreuve par équipe femme à la coupe du monde 2014 de Wrocław.
  -  Médaille d'argent à l'épreuve individuelle femme à la coupe du monde 2014 de Wrocław.
  -  Coupe du monde à l'épreuve individuelle femme à la coupe du monde 2014 de Lausanne.
  -  Médaille d'or à l'épreuve individuelle femme à la coupe du monde 2015 de Shanghai.
  -  Médaille d'or à l'épreuve par équipe mixte à la coupe du monde 2015 de Shanghai.
  -  Médaille d'or à l'épreuve par équipe femme à la coupe du monde 2015 de Antalya.
  -  Médaille d'or à l'épreuve par équipe femme à la coupe du monde 2015 de Medellín.
  -  Médaille d'or à l'épreuve individuelle femme à la coupe du monde 2015 de Medellín.
  -  Coupe du monde à l'épreuve individuelle femme à la coupe du monde 2015 de Mexico.
  -  Médaille d'or à l'épreuve individuelle femme à la coupe du monde 2016 de Shanghai.
  -  Médaille d'argent à l'épreuve par équipe mixte à la coupe du monde 2016 de Shanghai.
  -  Médaille d'or à l'épreuve individuelle femme à la coupe du monde 2016 de Medellín.
  -  Médaille d'or à l'épreuve par équipe femme à la coupe du monde 2016 de Medellín.
  -  Médaille d'or à l'épreuve par équipe mixte à la coupe du monde 2016 de Medellín.
  -  Médaille d'or à l'épreuve individuelle femme à la coupe du monde 2016 de Antalya.
  -  Médaille d'or à l'épreuve par équipe mixte à la coupe du monde 2016 de Antalya.
  -  Médaille d'or à l'épreuve individuelle femme à la coupe du monde 2017 de Shanghai.
  -  Médaille de bronze à l'épreuve individuelle femme à la coupe du monde 2017 de Antalya.
  -  Médaille d'argent à l'épreuve par équipe femme à la coupe du monde 2017 de Antalya.
  -  Médaille d'or à l'épreuve par équipe mixte à la coupe du monde 2017 de Salt Lake City.
  -  Médaille de bronze à l'épreuve individuelle femme à la coupe du monde 2017 de Salt Lake City.
  -  Coupe du monde à l'épreuve individuelle femme à la coupe du monde 2017 à Rome.
  -  Médaille d'or à l'épreuve individuelle femme à la coupe du monde 2018 de Shanghai.

- Coupe du monde en salle[2]
  -  Médaille d'argent à l'épreuve individuelle femme à la coupe du monde en salle 2016 de Las Vegas.

- Championnats panaméricains[2]
  -  Médaille d'argent à l'épreuve par équipe femme aux championnats panaméricains de 2016 de San José.
  -  Médaille d'or à l'épreuve par équipe mixte aux championnats panaméricains de 2016 de San José.
  -  Médaille d'argent à l'épreuve par équipe femme aux championnats panaméricains de 2021 de Monterrey.

- Jeux mondiaux[2]
  -  Médaille de bronze à l'épreuve par équipe femme aux Jeux mondiaux de 2013 de Cali.
  -  Médaille d'or à l'épreuve individuelle femme aux Jeux mondiaux de 2017 de Wrocław.

- Jeux d'Amérique centrale et des Caraïbes[2]
  -  Médaille d'or à l'épreuve par équipe femme aux Jeux d'Amérique centrale et des Caraïbes de 2014.